# 保守派 (越南共产党)
保守派是越南共产党内一个主要派系，目前以越共中央总书记阮富仲為首，代表左翼、坚持马列主义、胡志明思想和公有制，与革新派相对。

## 简介
越南自1986年启动革新开放，一直到1991年期间，这一时期改革受戈尔巴乔夫提出的“新思维”影响甚深，包括政治自由化的要素。1991年苏东巨变之后，越南转而仿效中国的发展路径。
越共保守派受苏联经济学影响较大，长期把邻国中国视为越南最大的贸易伙伴及重要的战略和意识形态盟友，反对大幅度市场化和经济自由化，反对将国家主导的越南的农业和服务业开放给国际竞争，反对民间团体的独立性。不同于改革派著重GDP快速成長，保守派則聚焦在維持總體經濟之穩定性。在2016年1月舉行之越南共產黨第12次全國代表大會选举保守派的阮富仲續任越南共產黨總書記。自阮富仲主政以来，在政治、军事上亲共产集团（越中关系被定性为越南外交方向的唯一头等优先）友俄（俄罗斯为第二个与越南建立全面战略伙伴关系的国家）即成为越南外交的基本既定政策，而同美国等西方国家之间的交流仅限经济合作方面。
其他保守派代表人物包括越共中央政治局原委员、胡志明国家政治学院原院长、原越共意识形态高级领导和理论主笔阮德平， 越共前中央总书记杜梅、黎可漂等。